# Itabirinha de Mantena
Itabirinha de Mantena este un oraș în Minas Gerais (MG), Brazilia.